# Аньяна-Калабра
Аньяна-Калабра (итал. Agnana Calabra) — коммуна в Италии, расположена в области Калабрия, подчиняется административному центру метропольный город Реджо-ди-Калабрия.
Население коммуны, на 01.01.2024 года, составляет 455 человек, плотность населения — 51,16 чел./км². Занимает площадь 8 км². Почтовый индекс — 89040. Телефонный код — 0964.
Покровителями коммуны почитаются Пресвятая Богородица (Maria SS. della Misericordia), празднование 18 августа, и святитель Василий Великий, празднование 14 июня.

## Демография
Динамика населения:

## Администрация коммуны
- Официальный сайт: http://www.comune.agnana.rc.it